# Insha'Allah
Insha'Allah (en árabe: إِنْ شَاءَ ٱللَّٰهُ‎, lit. 'Si Alá/Dios quiere', ʾin šāʾa -llāh) es un término en idioma árabe para indicar que un acontecimiento, ya mencionado, puede ocurrir en el futuro, si tal es la voluntad de Dios. Ha pasado a varios idiomas, como el indonesio, el malayo, el persa, el bosnio, turco, el urdu, hausa, bengalí, el hebreo, inglés, alemán, español, portugués y oradores franceses.
La palabra árabe Allāh (similar a la del arameo 'elah y del hebreo 'eloah, y adaptada al español como Alá) significa Dios; es decir, los árabes cristianos también dicen Alá para referirse a Dios. ʾin šāʾa -llāh significa "si Dios quiere". No obstante su origen coránico, el uso contemporáneo del término no denota necesariamente la profesión de una religión determinada por parte de la persona que la expresa.
El término también se utiliza en diversas circunstancias con diferentes funciones como el otorgarle fuerza a la persona que la expresa, manifestar cierta fatalidad respecto a los acontecimientos, expresar buenos deseos, evadir o posponer una respuesta, darle ánimo a alguien para llevar a cabo algo e incluso maldecir a alguien o un emprendimiento.

## En el Corán
El uso de Insha'Allah se encuentra en el sura 18 del Corán, el libro sagrado del islam terminado en el año 632 d. C.. Este capítulo se denomina Al Kahf (de la Caverna) y cuenta con 110 aleya. Los aleya 23 y 24 hacen referencia a ʾin šāʾa -llāh:

(23) Y no digas respecto a algo: Lo haré mañana

(24) a menos que añadas: Si Alá quiere. Y recuerda a tu Señor cuando olvides y di: puede ser que mi Señor me guíe a algo que se acerque más que esto a la recta guía.
Surat de la Caverna, Corán 18:23-24.

El erudito musulmán Ibn Abbas declaró que es de hecho obligatorio para un musulmán decir ʾin šāʾa -llāh en un mandando de él o ella. Si el descuido conduce a la omisión de la frase, puede ser dicho en un tiempo posterior sobre la realización de la omisión, incluso luego de un año.

## Magog en el Islam
Magog es el nombre de una nación, tierra o reino situado en los extremos del mundo conocido, vinculado a los eventos del Apocalipsis. Suele ser mencionado en conjunción con Gog, nombre de su gobernante, como Gog y Magog. En la sura conocida como La Caverna se menciona a Dhul Qarnein (identificado a veces con Alejandro Magno y en otros textos con Ciro el Grande) quien viajó hasta alcanzar el lugar más oriental del continente donde encontró un pueblo que apenas comprendía sus palabras. Dijeron: ¡Oh, Dhul Qarnein ! Por cierto que Gog y Magog corrompen la Tierra. ¿Quieres que te paguemos a cambio de que levantes una muralla entre ellos y nosotros? Dhul Qarnein responde que edificará una muralla para contenerlos y el texto añade: Y no pudieron escalarla, ni tampoco perforarla. En diferentes hadices se dan más detalles sobre Gog y Magog; se dice que todos los días cavan en la base de la muralla mencionada, pero que desisten cuando llega la noche, esperando que al día siguiente puedan terminar su obra. Sin embargo, al otro día la barrera es más fuerte que antes y deben reemprender el trabajo. Esto sucede porque al terminar su jornada omiten decir: "si Dios quiere" (Insha'Allah). Un día, empero, lo dirán y encontrarán al siguiente su brecha tal como la habían dejado. Entonces continuarán cavando hasta superar la muralla e invadir el mundo. Acabarán con las reservas de agua y las gentes deberán refugiarse de ellos en sus fortalezas. Gog y Magog, engreídos, dirán que han derrotado a "la gente de la tierra y a la gente del cielo". Lanzarán, entonces, flechas hacia el firmamento, las cuales volverán a caer manchadas con sangre. También se menciona que en esos días, Jesús, el hijo de María, junto con los justos serán sitiados en el monte Tur. Abrumados por el hambre, invocarán la ayuda divina. En respuesta, Dios enviará un insecto (o un gusano) que picará en el cuello a las huestes de Gog y Magog, provocándoles la muerte. Luego, unos pájaros prodigiosos se llevarán sus cadáveres para que no produzcan fetidez y una lluvia milagrosa lavará la tierra.

## Similitud al español (ojalá), al gallego y al portugués (oxalá), y al asturiano (oxallá)
La frase del español, ojalá (que), la frase gallega y portuguesa, oxalá (que), y la asturiana oxallá (que) significan "Si Dios quisiera", y no "Dios quiera", nacen del árabe. Esta frase es un ejemplo de muchas palabras tomadas prestadas de este idioma debido al dominio musulmán de algunas áreas de la península ibérica del siglo VIII al siglo XV. Una frase en ese mismo sentido, empleada en varios países de habla española, es "Dios mediante", como por ejemplo, "nos veremos mañana, Dios mediante".